# Фридрих I фон Цоллерн
Фридрих I фон Цоллерн (нем. Friedrich I. von Zollern; умер до 1125) — крупный швабский дворянин, граф Цоллерна с 1061 года. Сторонник имперской партии Генриха V. Предок Гогенцоллернов.

## Биография
По всей вероятности, Фридрих был сыном швабского феодала Бурхарда I фон Цоллерна, погибшего в 1061 году.
Фридрих был женат на Удильхильде (ум. 11 апреля 1134), дочери графа Эгино II фон Ураха. У них было девять детей. Старший сын Фридрих II стал графом фон Цоллерном и родоначальником всех последующих представителей Гогенцоллернов, а младший сын, Буркхард II, основал линию Гогенцоллерн-Гогенберг, угасшую в 1486 году.
Фридрих I фон Цоллерн был первым фогтом аббатства Альпирсбах, основанного в 1095 году Адальбертом фон Цоллерном.
Граф Фридрих фон Цоллерн известен своей лояльностью к Салической династии. Император Священной Римской империи Генрих V (1111—1125) отправлял графа Фридриха фон Цоллерна с дипломатической миссией во Францию.
В 1110—1111 годах граф Фридрих фон Цоллерн участвовал в военной кампании Генриха V в Италию, в результате которой последний добился императорской короны в Риме. Фридрих фон Цоллерн упоминается в качестве советника германского императора Генриха V в 1111 и 1114 годах.

## Семья и дети
Фридрих I и Удильхильда имели, по меньшей мере, девять детей:
- Фридрих II (ум. ок. 1142/1145), граф фон Цоллерн
- Буркхард II (ум. между 1150 и 1155), граф фон Цоллерн
- Эгино (ум. 1134)
- Готфрид фон Циммерн (ум. между 1156 и 1160), граф фон Цоллерн
- Ульрих (ум. 1135), монах и аббат в Санкт-Галлене
- Адальберт (Альберт) (ум. до 1150), монах в Цвифалтене
- Гемма (?), муж пфальцграф Гуго фон Тюбинген
- дочь, муж Вернер I (ум. ок. 1154), граф фон Хомберг
- Луитгарда, монахиня в Цвифалтене